# Grand Prix Belgii 1949
Grand Prix Belgii 1949 (oryg. XI Grand Prix de Belgique) – jeden z wyścigów Grand Prix rozegranych w 1949 roku, a pierwszy spośród tzw. Grandes Épreuves.

## Lista startowa
Na niebieskim tle kierowcy, którzy nie wzięli udziału w kwalifikacjach, lecz współdzielili samochód w czasie wyścigu
| Nr | Kierowca           | Zespół                        | Samochód         | Silnik       |   |
| -- | ------------------ | ----------------------------- | ---------------- | ------------ | - |
| 2  | Luigi Villoresi    | Scuderia Ferrari              | Ferrari 125      | Ferrari V12s | ? |
| 4  | Alberto Ascari     | Scuderia Ferrari              | Ferrari 125      | Ferrari V12s | ? |
| 6  | Peter Whitehead    | prywatny                      | Ferrari 125      | Ferrari V12s | ? |
| 8  | Juan Manuel Fangio | Automóvil Club Argentino      | Maserati 4CLT/48 | Maserati L4s | ? |
| 10 | Benedicto Campos   | Automóvil Club Argentino      | Maserati 4CLT/48 | Maserati L4s | ? |
| 12 | Giuseppe Farina    | CSI                           | Maserati 4CLT/48 | Maserati L4s | ? |
| 14 | Fred Ashmore       | Scuderia Ambrosiana           | Maserati 4CLT/48 | Maserati L4s | ? |
| 16 | Reg Parnell        | Scuderia Ambrosiana           | Maserati 4CLT/48 | Maserati L4s | ? |
| 18 | Geoffrey Crossley  | prywatny                      | Alta GP          | Alta L4s     | ? |
| 20 | Philippe Étancelin | Automobiles Talbot-Darracq SA | Talbot-Lago T26C | Talbot L6    | ? |
| 22 | Pierre Levegh      | Automobiles Talbot-Darracq SA | Talbot-Lago T26C | Talbot L6    | ? |
| 24 | Louis Rosier       | Automobiles Talbot-Darracq SA | Talbot-Lago T26C | Talbot L6    | ? |
| 26 | Guy Mairesse       | Automobiles Talbot-Darracq SA | Talbot-Lago T26C | Talbot L6    | ? |
| 28 | Johnny Claes       | Ecurie Belge                  | Talbot-Lago T26C | Talbot L6    | ? |
| Nr | Kierowca           | Zespół                        | Samochód         | Silnik       |   |

### Wyścig
Źródło: statsf1
| P                 | + / – | Nr | Kierowca           | Konstruktor        | Okr. | Czas / Strata      | Komentarz |
| ----------------- | ----- | -- | ------------------ | ------------------ | ---- | ------------------ | --------- |
| 1                 | 6     | 24 | Louis Rosier       | Talbot-Lago-Talbot | 35   | 3:15:17,7          |           |
| 2                 | 1     | 2  | Luigi Villoresi    | Ferrari            | 35   | 49,1               |           |
| 3                 | 5     | 4  | Alberto Ascari     | Ferrari            | 35   | 4:10,7             |           |
| 4                 | 1     | 6  | Peter Whitehead    | Ferrari            | 35   | 5:17,9             |           |
| 5                 | 7     | 28 | Johnny Claes       | Talbot-Lago-Talbot | 33   | +2 okr             |           |
| 6                 | 3     | 14 | Fred Ashmore       | Maserati           | 32   | +3 okr             |           |
| 7                 | 7     | 18 | Geoffrey Crossley  | Alta               | 29   | +6 okr             |           |
| Niesklasyfikowani |       |    |                    |                    |      |                    |           |
|                   |       | 10 | Benedicto Campos   | Maserati           | 21   | Wyciek oleju       |           |
|                   |       | 20 | Philippe Étancelin | Talbot-Lago-Talbot | 19   | Skrzynia biegów    |           |
|                   |       | 26 | Guy Mairesse       | Talbot-Lago-Talbot | 16   | Wypadek            |           |
|                   |       | 22 | Pierre Levegh      | Talbot-Lago-Talbot | 11   | Awaria mechaniczna |           |
|                   |       | 12 | Giuseppe Farina    | Maserati           | 9    | Wypadek            |           |
|                   |       | 16 | Reg Parnell        | Maserati           | 7    | Sprzęgło           |           |
|                   |       | 8  | Juan Manuel Fangio | Maserati           | 1    | Silnik             |           |
| P                 | + / – | Nr | Kierowca           | Konstruktor        | Okr. | Czas / Strata      | Komentarz |

### Najszybsze okrążenie
Źródło: silhouet.com
| Nr | Kierowca        | Konstruktor | Czas   | Okr. |
| -- | --------------- | ----------- | ------ | ---- |
| 12 | Giuseppe Farina | Maserati    | 5:19,0 |      |